# 育太和乡
育太和乡，是中华人民共和国河北省承德市围场满族蒙古族自治县下辖的一个乡。

## 行政区划
育太和乡下辖以下地区：
育太和村、八英庄村、横立营村和双峰山村。